# Abraham-Louis Girardet
Ne pas confondre avec son frère Abraham Girardet.
Pour les articles homonymes, voir Girardet.
Abraham-Louis Girardet, né le 27 mai 1772 au Locle et mort le 31 octobre 1821 aux Planchettes, est un graveur et un miniaturiste suisse. 

## Biographie
Abraham-Louis Girardet naît le 27 mai 1772 au Locle. Il est le fils de Samuel, libraire-éditeur, et de Marie-Anne Bourquin. Il est le frère d'Abraham, d'Alexandre et de Charles Samuel. 
Comme ses frères, il débute en donnant de nombreuses planches à des publications illustrées; plus tard les vues et le portrait, tant en miniature qu'en gravure, sont les genres qu'il pratique  avec le plus de succès.
Abraham-Louis Girardet exerce son art en France, en Allemagne et dans les Pays-Bas. À Paris en même temps que son frère aîné, il signe ses planches « Girardet le jeune »; c'est de ce  moment que datent une Vue du Champ de Mars le 14 juillet 1790 et des portraits de députés de l'Assemblée Nationale.
Vers 1804, ses travaux commencent à dénoter un état mental anormal, état qui dégénère bientôt en démence aiguë; on doit l'enfermer.
Abraham-Louis Girardet meurt le 31 octobre 1821 aux Planchettes.